# Ruckeltjärnarna
Ruckeltjärnarna är en sjö i Krokoms kommun i Jämtland och ingår i Indalsälvens huvudavrinningsområde. Sjön har en area på 0,247 kvadratkilometer och ligger 736,2 meter över havet. Ruckeltjärnarna ligger i Oldflån-Ansätten Natura 2000-område. Sjön avvattnas av vattendraget Ansättån. Vid provfiske har röding och öring fångats i sjön.

## Delavrinningsområde
Ruckeltjärnarna ingår i det delavrinningsområde (709139-140156) som SMHI kallar för Utloppet av Ruckeltjärnarna. Medelhöjden är 802 meter över havet och ytan är 3,45 kvadratkilometer. Det finns inga avrinningsområden uppströms utan avrinningsområdet är högsta punkten. Ansättån som avvattnar avrinningsområdet har biflödesordning 4, vilket innebär att vattnet flödar genom totalt 4 vattendrag innan det når havet efter 323 kilometer. Avrinningsområdet består mestadels av skog (39 procent) och kalfjäll (54 procent). Avrinningsområdet har 0,24 kvadratkilometer vattenytor vilket ger det en sjöprocent på 7,1 procent.